# 傘のさせない路地
「傘のさせない路地」（かさのさせないろじ）は、NHKの音楽番組『みんなのうた』で、2017年6月・7月に放送された楽曲。作詞・作曲：真依子、編曲：松本淳一、歌：真依子。